# Crise diplomática entre Turquia e Países Baixos em 2017

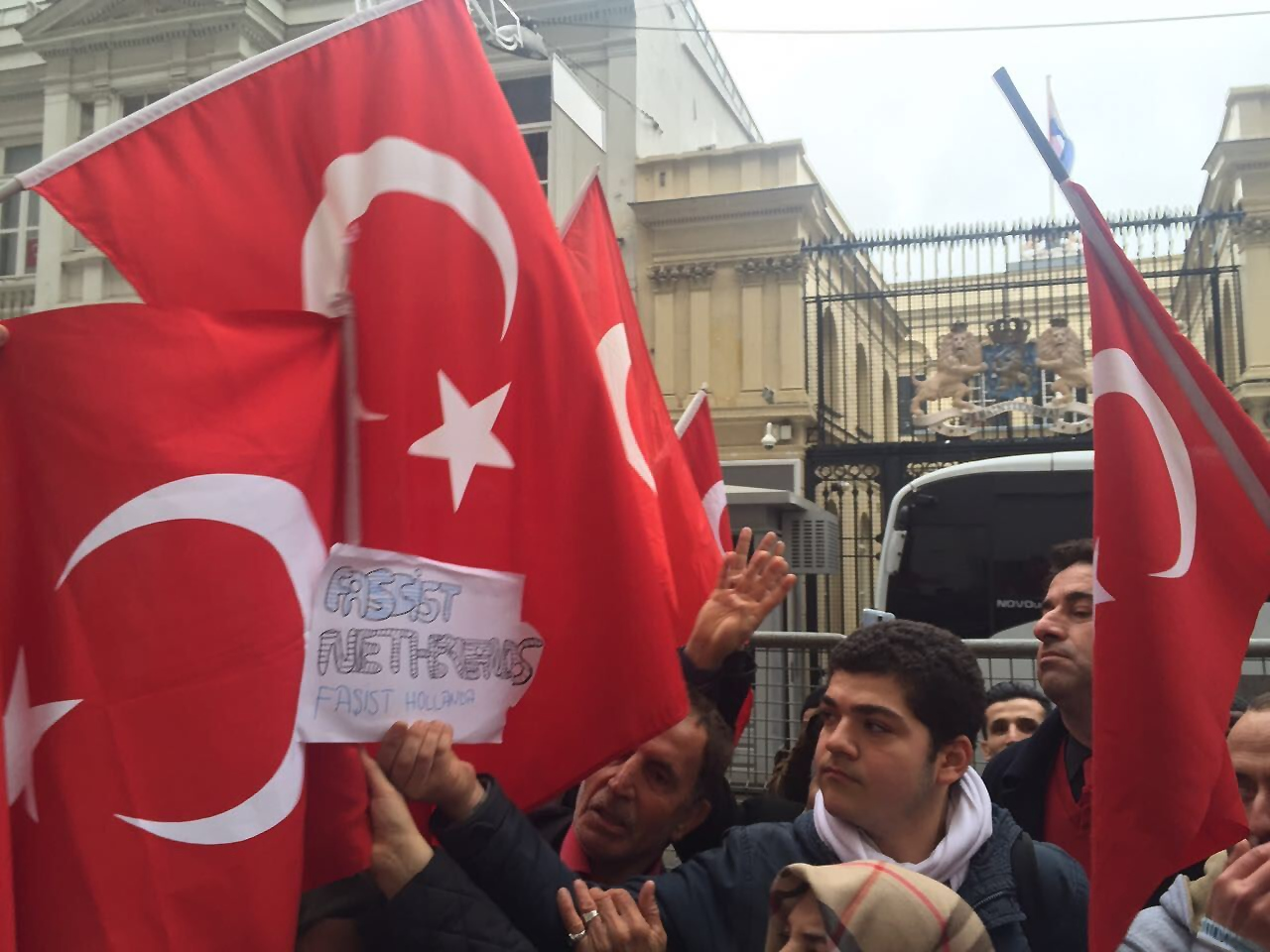
Turcos protestando devido ao incidente

Em março de 2017, os Países Baixos e a Turquia se envolveram em um incidente diplomático, provocado por restrições de viagem impostas por autoridades holandesas a funcionários turcos que liderariam atos de campanha em favor do presidente turco Recep Tayyip Erdoğan, mirando as cerca de 400 mil pessoas de origem turca que vivem no país. O presidente tenta conquistar os votos da comunidade turca em outras nações para um projeto que pode ampliar seus poderes e mantê-lo no poder até 2029, se aprovado num referendo marcado para 16 de abril.
Os Países Baixos impediram o desembarque do avião do ministro das Relações Exteriores turco Mevlüt Çavuşoğlu, e a ministra turca da Família e Políticas Sociais Fatma Betul Sayan Kaya, que viajara de carro até a cidade de Roterdã, não pôde entrar no consulado da Turquia. Em resposta, a Turquia expulsou o embaixador holandês no país. O presidente turco Recep Tayyip Erdoğan chamou os holandeses de "fascistas" e "remanescentes do nazismo". O primeiro-ministro holandês, Mark Rutte, disse que a posição turca é escandalosa e inaceitável e pediu conversações para resolver o impasse, acrescentando que a Turquia havia cruzado uma linha diplomática.

## Contexto
O referendo turco realizado em 16 de abril de 2017, tratou de uma série de emendas constitucionais que, se aprovadas, transformariam o país de uma democracia parlamentar em um sistema presidencialista, sob o qual o Presidente Erdoğan poderia se candidatar a mais duas eleições, teoricamente permitindo que ele governasse como um poderoso chefe de estado até 2029. Os críticos das mudanças propostas expressaram seus temores de aumento do autoritarismo, enquanto os apoiadores afirmam que o novo sistema tornaria o Estado turco mais forte e seguro.
Na tentativa da campanha pelo "Sim" para persuadir a diáspora turca na Europa (muitos dos quais ainda têm cidadania turca e, portanto, podem votar no referendo), vários funcionários de alto escalão do governo turco procuraram fazer campanha em cidades europeias com grandes populações turcas. Isso incluiu a cidade holandesa de Roterdã, que contém uma grande parte das 400.000 pessoas de origem turca que vivem na Holanda. Os planos turcos de fazer campanha em cidades europeias tiveram uma recepção mista em muitos estados europeus, incluindo a Holanda.
A campanha eleitoral no exterior, mesmo em missões diplomáticas, é ilegal de acordo com a lei turca; no entanto, a maioria dos partidos políticos da Turquia, inclusive o AKP, que está no poder, desrespeitou essa lei.
O referendo turco ocorreu paralelamente às eleições gerais dos Países Baixos, que foram realizadas em 15 de março de 2017.

## Escalada
Em 3 de março de 2017, o primeiro-ministro neerlandês Mark Rutte recebeu a confirmação das autoridades turcas de que um comício de campanha estava planejado em território neerlandês,  em 11 de março. Naquele dia, ele anunciou em sua página do Facebook que as autoridades neerlandesas não iriam cooperar. Em 6 de março, o Ministério das Relações Exteriores da Holanda recebeu uma correspondência diplomática solicitando a entrada do Ministro das Relações Exteriores da Turquia Mevlüt Çavuşoğlu com a intenção de participar de uma reunião de campanha.  No mesmo dia, o ministro das relações exteriores holandês Bert Koenders respondeu em uma nota verbal que essa visita não seria permitida.  Isso levou a uma série de contatos telefônicos entre Koenders e Çavuşoğlu, bem como entre Rutte e o primeiro-ministro turco Binali Yıldırım.  De acordo com Çavuşoğlu, o governo holandês lhe disse que se opunha à visita porque temia que ela levasse a uma vitória eleitoral do Partido pela Liberdade anti-islâmico.O governo neerlandês negou que esse motivo tenha sido comunicado a Çavuşoğlu.  Fontes diplomáticas neerlandesas indicaram que Çavuşoğlu ofereceu a Koenders que adiasse a visita para uma data posterior às eleições neerlandesas de 15 de março, por exemplo, para 18 de março, mas que essa opção foi recusada por Koenders, que queria evitar qualquer sugestão de conexão entre os dois eventos, temendo que isso pudesse dar a impressão de que o governo neerlandês deliberadamente agravou a situação. Como alternativa para uma visita ministerial a uma reunião de massa, as autoridades neerlandesas ofereceram permitir a visita de ex-parlamentares turcos, ou Çavuşoğlu visitando alguma sessão fechada.Quando não se chegou a um consenso, os neerlandeses fizeram uma oferta final em 10 de março: Çavuşoğlu teria permissão para acessar a embaixada turca em Haia. Isso foi aceito pelos turcos.Em seguida, os neerlandeses exigiram que não fossem convidadas mais de cinquenta pessoas para a reunião e que a sessão não fosse divulgada com antecedência.Enquanto a Turquia considerava essa condição, uma terceira foi feita à noite: os nomes dos convidados teriam que ser revelados previamente às autoridades neerlandesas.Em 11 de março às 03:00,foi acrescentado que, se a Turquia não aceitasse essa oferta, os direitos de pouso poderiam ser recusados. A Turquia considerou isso uma violação inaceitável de sua soberania e uma tentativa deliberada dos neerlandeses de sabotar a visita.ref name="Volkskrant180317" /> Koenders disse à imprensa neerlandesa que os Países Baixos não facilitariam a visita planejada de Çavuşoğlu a Roterdã em 11 de março, o que significa que ele não se encontraria com Çavuşoğlu em nenhuma capacidade oficial e que o Estado neerlandês não forneceria apoio de nenhuma forma durante a visita planejada. Koenders citou riscos à ordem pública e à segurança para a decisão e declarou ainda que, embora o governo neerlandês não aprovasse a visita planejada, ele não infringiria o direito constitucional de liberdade de reunião.Çavuşoğlu ficou muito desanimado com o que considerou ser um ultimato holandês. Em 11 de março, pediu publicamente a "todos os cidadãos turcos nos Países Baixos" que se dirigissem ao consulado turco em Roterdão. Numa entrevista à CNN Türk por volta das 09:00, afirmou ter sido ameaçado pelos Países Baixos e anunciou "pesadas sanções" se a sua visita fosse impedida.Koenders assistiu ao programa da CNN; quando ouviu as observações de Çavuşoğlu, disse: "Este é o sinal" e telefonou imediatamente a Rutte.On 11 March, around 10:00, Rutte denied Çavuşoğlu's government plane the right to land on Dutch soil.

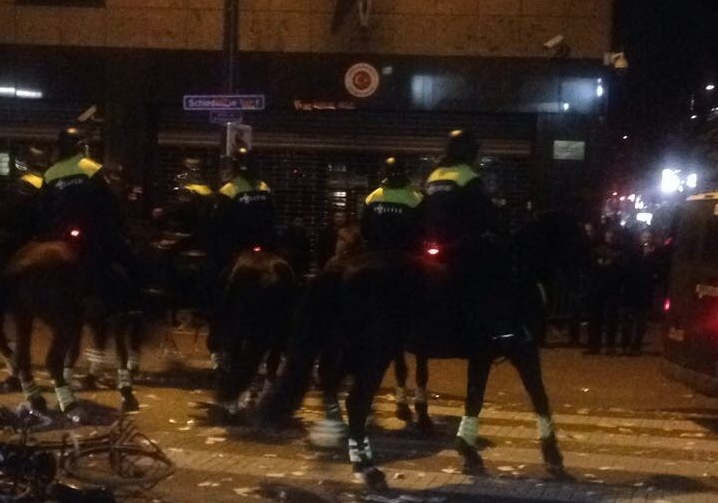
Mounted police in front of the Turkish consulate, Rotterdam

Entretanto, Geert Wilders, líder do anti-islâmico Partido para a Liberdade, tinha-se manifestado, a 8 de março, contra a visita em frente à embaixada turca em Haia, liderando um pequeno grupo de candidatos do partido.Juntamente com o deputado Sietse Fritsma, segurou uma faixa com os dizeres Blijf Weg! Dit is ons land ("Afastem-se! Este é o nosso país").A 11 de março, Wilders também tomou conhecimento das observações de Çavuşoğlu; às 11:20, enviou um tweet aos seus muitos seguidores Twitter para que retweetassem para Rutte: "não deixem o ministro turco entrar no país; NÃO o deixem pousar aqui".Mais tarde, numa entrevista à Al Jazeera, Wilders afirmou que foi a pressão do seu partido que convenceu Rutte a não conceder o direito de desembarque.
Na altura, a ministra turca da Família e das Políticas Sociais, Fatma Betül Sayan Kaya, encontrava-se em digressão pela Alemanha. Já estava prevista uma visita à cidade holandesa de Hengelo, perto da fronteira alemã.Em 11 de março, o Serviço Geral de Informações e Segurança dos Países Baixos recebeu informações de que Kaya tentaria chegar a Roterdã de carro.Podia atravessar livremente a fronteira devido ao Acordo de Schengen. Um centro de crise foi estabelecido no vigésimo terceiro andar do World Port Center de Roterdã para coordenar as ações policiais. Anteriormente, o cônsul turco em Roterdã havia indicado ao prefeito de Roterdã, Ahmed Aboutaleb, que não havia planos para essa visita.Agora era impossível entrar em contato com o cônsul, o que deu a Aboutaleb a convicção de que o cônsul sabia da tentativa de Kaya.Uma comitiva foi interceptada, mas o carro com o ministro conseguiu fugir.Ele chegou a um pequeno pátio nos fundos do consulado turco.A polícia holandesa deteve a comitiva de Betül Sayan Kaya a poucos metros do prédio do consulado turco.Cerca de vinte policiais, formando uma unidade de forças especiais, a Dienst Speciale Interventies, mascarados e equipados com coletes à prova de balas e armas automáticas, prenderam dez membros da guarda-costas de Kaya, sob suspeita de porte ilegal de armas de fogo.Uma fonte alemã indicou que eles haviam obtido uma licença de porte de armas na Alemanha. Não foram encontradas armas. Dois outros homens também foram presos, que mais tarde provaram ser o cônsul turco de Deventer e o encarregado de negócios da embaixada turca. Em princípio, eles gozavam de imunidade diplomática. Os doze homens presos foram detidos por duas horas e seus passaportes foram apreendidos. O ministro turco se recusou a sair do carro durante várias horas.Pouco depois da meia-noite, um caminhão de reboque pesado especial, uma plataforma elevatória, foi levado ao pátio e preparado para içar verticalmente o carro de 3,5 toneladas para a plataforma, com a ministra ainda dentro dele, para transportá-lo de volta à Alemanha.O ministro saiu do carro e exigiu a entrada no consulado, invocando a Convenção de Viena sobre Relações Diplomáticas. A polícia neerlandesa tinha ordens para prender o ministro, se necessário.Por fim, ela cedeu às exigências da polícia para deixar o país. Na época, muitas fontes de notícias presumiram que ela havia sido declarada persona non grata.Ela foi levada, protestando ruidosamente, para outro carro, um Mercedes preto blindado por policiais neerlandeses mascarados que a acompanharam até uma delegacia de polícia em Nijmegen, perto da fronteira entre a Holanda e a Alemanha.Seu passaporte foi confiscado.Ela não teve permissão para deixar a estação por uma hora e meia, enquanto estava sendo reunida com os dez guarda-costas. Ela voltou para a Alemanha sob escolta alemã. Um tumulto porádico ocorreu entre os cerca de mil manifestantes pró-Erdoğan que haviam ido ao consulado turco. Eles foram recebidos pela polícia neerlandesa, que prendeu doze pessoas por agressão e por não seguirem as instruções da polícia. O passaporte de Kaya foi devolvido em 12 de março, às 18:00, ao cônsul turco. Em abril de 2017, o advogado de Kaya disse que entraria com uma queixa contra o governo holandês no tribunal, alegando que sua expulsão da Holanda era ilegal porque ela não recebeu uma declaração por escrito dos motivos da expulsão. No entanto, em 2 de maio, o caso foi arquivado quando se descobriu que Kaya nunca havia sido formalmente declarada persona non grata e que, do ponto de vista judicial, ela havia deixado a Holanda voluntariamente.
As ações holandesas levaram o presidente Erdoğan a caracterizar os holandeses como "fascistas" e "remanescentes do nazismo" e a acusar a Holanda de assassinato em massa no Srebrenica, o que resultou em um endurecimento das posições de ambos os lados. Rutte chamou os comentários de Erdoğan de "inaceitáveis" e uma "vil falsificação da história", e exigiu um pedido de desculpas.
O conselheiro de Roterdã Turan Yazır, cidadão holandês-turco e apoiador de Fethullah Gülen, recebeu licença após receber ameaças e ter seus dados publicados pelo jornal Daily Sabah, que também o acusou de trabalhar com Geert Wilders.